# Hypogastrura gami
Hypogastrura gami är en urinsektsart som först beskrevs av John L. Wray 1952.  Hypogastrura gami ingår i släktet Hypogastrura och familjen Hypogastruridae. Inga underarter finns listade i Catalogue of Life.